# Android Eclair
Android 2.0 - 2.1 "Eclair" é uma versão descontinuada do sistema operacional móvel Android desenvolvida pela empresa Google, anunciado em 26 de outubro de 2009.
Android 2.1 baseia-se a partir de mudanças significantes na versão Android 1.6 "Donut".

## Mudanças

### v2.0 (API 5)
| Versão | Data de lançamento    | Características |
| ------ | --------------------- | --- |
| 2.0    | 27 de outubro de 2009 | - Sincronização de conta expandida, permitindo que os usuários adicionem várias contas a um dispositivo para sincronização de e-mail e contatos; - Suporte para e-mail do Microsoft Exchange, com uma caixa de entrada combinada para navegar por e-mail de várias contas em uma página; - Suporte para Bluetooth 2.1; - Capacidade de tocar em uma foto de Contatos e selecionar ligar, enviar SMS ou enviar e-mail para a pessoa; - Capacidade de pesquisar todas as mensagens SMS e MMS salvas, com a capacidade adicional de excluir as mensagens mais antigas em uma conversa excluída automaticamente quando um limite definido é atingido; - Vários novos recursos da câmera, incluindo suporte a flash, zoom digital, modo de cena, equilíbrio de branco, efeito de cor e foco macro; - Maior velocidade de digitação em um teclado virtual, com um dicionário mais inteligente que aprende com o uso das palavras e inclui nomes de contato como sugestões; - Interface do usuário do navegador atualizada com miniaturas de favoritos, zoom de toque duplo e suporte para HTML5; - A visualização da agenda do calendário foi aprimorada, mostrando o status de participação de cada convidado e a capacidade de convidar novos convidados para eventos; - Velocidade de hardware otimizada e UI renovada; - Suporte para mais tamanhos e resoluções de tela, com melhor taxa de contraste; - Melhorado Google Maps 3.1.2; - Classe MotionEvent aprimorada para rastrear eventos multitoque; - Adição de papéis de parede ao vivo, permitindo a animação de imagens de fundo da tela inicial para mostrar o movimento. |

### v2.0.1 (API 6)
| Versão | Data de lançamento    | Características                                                                          |
| ------ | --------------------- | ---------------------------------------------------------------------------------------- |
| 2.0.1  | 3 de dezembro de 2009 | - Pequenas alterações de API, correções de bugs e mudanças comportamentais de estrutura. |

### v2.1 (API 7)
| Versão | Data de lançamento    | Características                                   |
| ------ | --------------------- | ------------------------------------------------- |
| 2.1    | 11 de janeiro de 2010 | - Pequenas alterações na API e correções de bugs. |

## Experiência do usuário
A tela inicial padrão do Eclair mostra uma barra persistente com o Buscador do Google no topo da tela. O aplicativo de câmera também foi redesenhado com funcionalidades novas de câmera numerosas, incluindo suporte para flash, zoom digital, modo cenário, balanço de branco, efeito de cor e foco macro. O aplicativo de galeria de fotos contém também ferramentas básicas de edição de fotos. Em adição aos live wallpapers, permitindo a animação do papel de parede da  tela inicial para demonstrar movimento.